# Ernst Wilhelm von Schlabrendorf

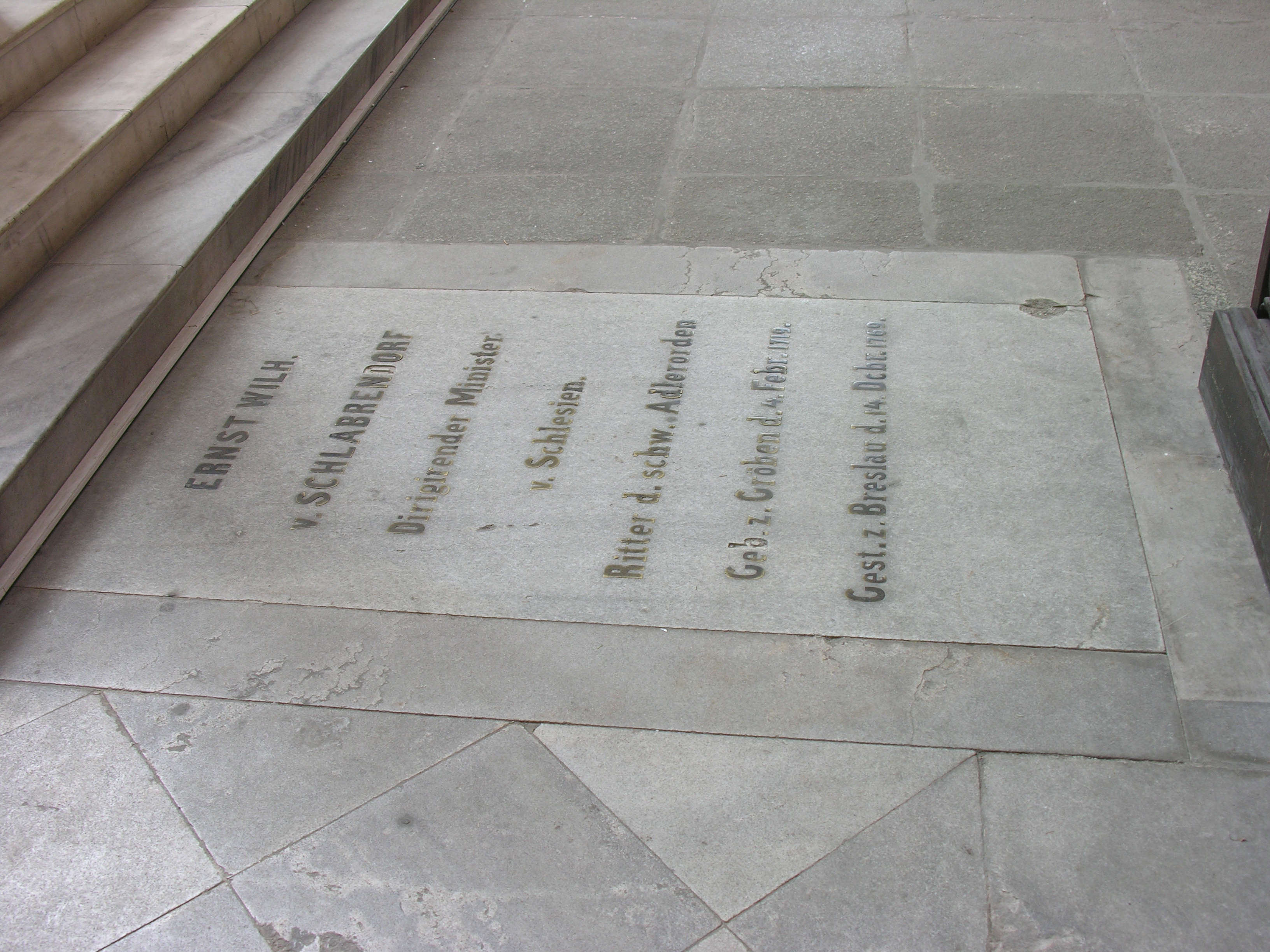
Nagrobek Ernsta Wilhelma von Schlabrendorfa w kościele św. Elżbiety we Wrocławiu

Ernst Wilhelm von Schlabrendorf (ur. 4 lutego 1719 r. w pałacu Gröben koło Ludwigsfelde; zm. 14 grudnia 1769 r. we Wrocławiu) – pruski minister ds. Śląska.

## Życiorys
Był synem Johanna Christiana von Schlabrendorfa i Anny Augusty Elisabeth von Pfuel. Król Fryderyk II Wielki mianował go wiceprezydentem kamery wojskowej i dominialnej w Szczecinie, rzeczywistym tajnym radcą i ministrem wojny. W 1755 r. został ministrem ds. Śląska. 14 lutego 1741 poślubił w Gumbinnen (dzisiejszy Gusiew) Charlotte von Blumental (ur. 17 września 1726 r. w Szczecinie; zm. 4 stycznia 1743 r. w Gumbinnen). Z drugą żoną Anną Karoliną von Otterstaedt miał pięciu synów, m.in. właściciela wolnego mniejszego państwa stanowego ziębicko-ząbkowickiego Ludwiga Wilhelma von Schlabrendorfa i pisarza Gustava von Schlabrendorfa (1750–1824).
Został pochowany w kościele św. Elżbiety we Wrocławiu, gdzie w prezbiterium zachowała się jego płyta nagrobna.